# Culex coerulescens
Culex coerulescens är en tvåvingeart som beskrevs av Edwards 1928. Culex coerulescens ingår i släktet Culex och familjen stickmyggor. Inga underarter finns listade i Catalogue of Life.